# Ma El Aïnin
Ma El Aïnin ou Ma al-'Aynayn, Mel-Aynin et autres translittérations (Mohamad Mustafa Ould Sheikh Mohamad Fadel) est un cheikh arabe cherif de la fin du XIXe siècle et du début du XXe siècle, né vers 1831 près de Oualata, en actuelle Mauritanie du sud-est, mort le 23 octobre 1910 à Tiznit dans la région Souss-Massa au Maroc.

## Biographie

### Famille
Ma El Aïnin est le douzième des quarante-huit fils de Muhammad Fâdil ben Mâmîn, le fondateur de la congrégation soufie Fadiliyya. Un de ses frères est Cheikh Saad Bouh. Il est le père de Ahmed al-Hiba et de Merebbi Rebbu. Originaire des Ahl Taleb al-Mukhtar, une grande tribu arrivée du Tafilalet au sud-est du Maroc durant le 17e siècle, ils sont considérés dans le Hodh El Chargui (dépression au sud-est de l'actuelle Mauritanie) comme chérifs.

### Figure respectée et pieuse
Camille Douls est le premier explorateur occidental à le rencontrer et à le décrire lors de son voyage dans le Sahara espagnol en 1887, le décrivant comme une figure vénérée, un faiseur de miracles et un guérisseur, recherché de loin pour partager sa bénédiction en échange de dons, tout en traitant des adeptes issu des tribus Ouled Delim et Rguibat. On le disait fort riche et menant aux chrétiens un jihad sans pitié. Il était aussi souvent choisi pour arbitrer les conflits judiciaires ou guerriers. Son campement était immense, entouré de ses tlamid nombreux.
En 1858, après avoir accompli son hajj, il revient auréolé de respect et d'admiration. Ce pèlerinage, marquant un moment spirituel crucial, renforce son statut de figure religieuse.
Vers 1898, il construit un ribat, petite forteresse, à Smara, jusque-là simple point d'eau et carrefour caravanier, d'où il lance un appel à la guerre sainte contre les colonisateurs. Armé et financé par le sultan du Maroc Moulay Abdelaziz, Ma El Ainin s'empare du comptoir de Donald MacKenzie à cap Juby la même année.

### Résistance anticolonialiste

#### Lutte Saharienne
Vers 1905, il envoie un de ses fils dans l'Adrar mauritanien afin d'y mener la résistance contre les Français et il est peut-être à l'origine de l'assassinat à Tidjikdja de Xavier Coppolani, le commissaire français de Mauritanie (12 mai 1905). La mort de Coppolani désorganise l'avancée française mais ne l'arrête pas. En 1907, Henri Gouraud, qui vient de soumettre une rébellion au Soudan français (Mali), est nommé commissaire et reprend l'offensive.
Ma El Ainin se rend auprès du sultan pour obtenir des armes et choisit alors de traiter avec Abd al-Hafid, opposé aux Français et frère du Moulay Abd al-Aziz. Les affrontements en 1908-1909 tournent cependant à l'avantage de Gouraud, Ma El Ainin est contraint de quitter Smara (toujours inachevée) et s'installe à Tiznit où il se proclame Mahdi.

#### Campagne de Tadla
Après avoir quitter sa lointaine résidence de Chenguit en mai 1910, il entama son départ pour soulever le Souss, traverser l'Atlas et s'emparer de la ville de Marrakech. Il marchait alors sur Fès en remontant le cours de l'Oum er R'bia. Le passage de cet ennemi de la France près des postes français en Chaouïa fut perçu comme un défi au prestige français et provoqua une inquiétude parmi les populations locales et soumises. Pour y remédier, le Général Moinier décida de dépêcher deux colonnes légères dans les régions affectées par le passage de Ma el Aïnin. La colonne du chef de bataillon Aubert, comprenant notamment le 4ème goum, reçut la mission d'interdire aux bandes de Ma el Aïnin la route vers Fès et de les repousser dans les massifs de l'Atlas. Une autre colonne, sous le commandement du Capitaine Triballet, fut chargée d'interdire une éventuelle retraite vers Marrakech.
La colonne Aubert progressa rapidement, partant de Ben Ahmed le 16 juin, atteignant l'Oum er R'bia et occupant Kasba-Tadla et Kasba Zidania le 19 et 21 juin respectivement, malgré la résistance de la tribu Beni Amir fanatisée par la présence du Cheikh. Cette marche rapide mit les plans de Ma el Aïnin en échec, le poussant à abandonner la route de Fès pour se réfugier dans la montagne, où il souleva les tribus berbères. Le 23 juin, les forces groupées par Ma el Aïnin, composées notamment d'Aït Atta N'Oumalou, Aït Said, Aït Bouzid, Beni Amir et Beni Moussa (plus de cinq mille hommes),, attaquèrent le flanc de la colonne Aubert près de Sidi Salah. Malgré des assauts incessants, les troupes françaises, soutenues par la "belle attitude" et l'allant du 4ème goum, réussirent à repousser l'ennemi dans un "succès éclatant", forçant la fuite des attaquants et blessant Ma el Aïnin lui-même. Informé de la présence des forces françaises sur ses arrières, le Marabout décida de se replier par la montagne.

### Mort
Ma El Aïnin décède le 23 octobre 1910 (79 ans) dans la ville de Tiznit, il est retenu dans l'histoire du Maroc pour sa résistance et pour la construction de la ville de Smara, sans compter son influence islamique rependu en Mauritanie désormais. Son tombeau sera édifié en Zaouïa. L'administrateur français Xavier Coppolani (1866-1905, dit le Pacificateur de la Mauritanie) s'oppose aux trois principaux marabouts d'alors (1904-1905), dont Ma El Aïnin.

## Postérité
- La tombe de Ma El Aïnin à Tiznit, au Maroc est l'objet d'un pèlerinage.
- J. M. G. Le Clézio lui rend hommage dans son roman Désert, et l'évoque dans Gens des nuages (1997).